# Longithorax megalops
Longithorax megalops är en kräftdjursart som beskrevs av Murano och Mauchline 1999. Longithorax megalops ingår i släktet Longithorax och familjen Mysidae. Inga underarter finns listade i Catalogue of Life.